# イサベル・セラア
マリア・イサベル・セラア・ディエゲス（バスク語: María Isabel Celaá Diéguez, 1949年5月23日 - ）は、スペイン・ビスカヤ県ビルバオ出身の政治家。スペイン社会労働党(PSOE)所属であり、バスク州支部であるバスク社会党(PSE-EE)では執行委員会のメンバーを務めている。2018年6月からスペイン政府の教育・職業訓練大臣を務めている。

## 経歴

### バスク州政府時代
1949年にビスカヤ県ビルバオに生まれ、ビルバオのデウスト大学とバリャドリッドのバリャドリッド大学で学んだ。1987年にはバスク州政府教育・大学・研究省で閣僚となった。1991年のバスク州議会議員選挙後には短期間のみ、バスク民族主義党(PNV)とバスク連帯(EA)とバスク左翼(EE)が連立政権を組んだ。その後は1995年のバスク州議会議員選挙まで、フェルナンド・ブエサとともに教育・大学・研究省の副大臣に就任した。
1998年から2009年、2012年から2016年には、ビスカヤ県選挙区選出のバスク州議会議員を務め、州議会議員としては教育問題を担当した。2008年から2009年には州議会の副議長を務めた。2009年の州議会議員選挙でバスク社会党は第2党に終わったものの、国民党(PP)と手を組んだことでバスク社会党のパチ・ロペスがバスク州首相（レンダカリ）に就任し、セラアはバスク州政府教育・大学・研究大臣に就任した。
2015年スペイン議会総選挙と2016年スペイン議会総選挙では、ビスカヤ県選挙区の上院においてバスク社会党の筆頭候補となったが、結局のところ上院議員には選出されていない。

### 国政進出後
国民党(PP)のマリアーノ・ラホイ首相に対する内閣不信任決議後、2018年6月にはスペイン社会労働党のペドロ・サンチェスが首相に就任した。サンチェス内閣において、6月7日にはセラアが教育・職業訓練大臣とスポークスパーソンに就任した。